# Neleucania niveicosta
Neleucania niveicosta là một loài bướm đêm trong họ Noctuidae.